# آرچیبالد راولینگز
آرچیبالد راولینگز (به انگلیسی: Archibald Rawlings) (زاده ۲ اکتبر ۱۸۹۱ - درگذشته ۱۱ ژوئن ۱۹۵۲) بازیکن فوتبال اهل انگلستان بود که سابقهٔ بازی در تیم ملی فوتبال انگلستان را در کارنامهٔ خود دارد. وی در تاریخ ۲۱ مه ۱۹۲۱ تنها بازی ملی خود را در مقابل تیم ملی فوتبال بلژیک انجام داد.